# Liste der Kakteenhybridgattungen

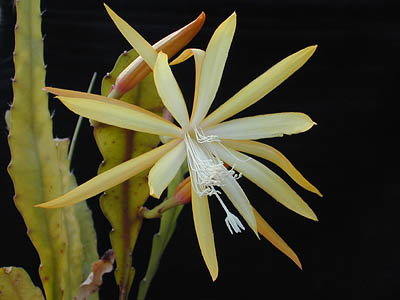
Das Kultivar × Disophyllum ‘Frühlingsgold’. × Disophyllum ist eine Hybride aus den Kakteengattungen Disocactus × Epiphyllum.

Die Liste der Kakteenhybridgattungen enthält die in der Familie der Kakteengewächse beschriebenen Hybriden zwischen einzelnen Gattungen. Die Liste umfasst sowohl natürlich vorkommende Gattungshybriden als auch solche, die künstlich erzeugt wurden. Nicht aufgenommen wurden die meisten mehrgenerische Hybriden, da die Eltern oft unklar sind, sowie einige Gattungshybriden, deren Existenz unwahrscheinlich ist.

## Liste
- Gattung: Name der Gattung einschließlich des Autorenkürzels
- Autor(en): Erstbeschreiber der Gattung
- Jahr: Jahr der Erstbeschreibung
- Land: Nationalität(en) der/des Erstbeschreiber(s)
- Synonym zu: Gattung zu der die Gattung als synonym angesehen wird
- Elterngattungenn: Die Elterngattungen der Gattungshybride.
- Anmerkungen: Nomenklatorische Hinweise zum Status der Hybridgattung gemäß dem Internationalen Code der Botanischen Nomenklatur (ICBN) beziehungsweise des Internationalen Code der Nomenklatur der Kulturpflanzen (ICNCP). Die Abkürzung nom. inval. steht für nomen invalidum, d. h. ungültiger Name. Dabei handelt es sich um einen zugewiesenen Namen, der kein Name im Sinne der Regeln des ICBN/ICNCP ist. Die Abkürzung nom. illeg. bedeutet nomen illegitimum, d. h. ungesetzlicher (bzw. regelwidriger, ungültiger) Name. Dieser veröffentlichte Name verstößt gegen eine der Regeln des ICBN/ICNCP.

| Hybridgattung                            | Autor(en)                                 | Jahr | Land                     | Synonym zu         | Elterngattungen                             | Anmerkungen           |
| ---------------------------------------- | ----------------------------------------- | ---- | ------------------------ | ------------------ | ------------------------------------------- | --------------------- |
| × Aporberocereus G.D.Rowley              | Gordon Douglas Rowley                     | 1982 | Vereinigtes Königreich   | × Disberocereus    |                                             |                       |
| × Aporochia G.D.Rowley                   | Gordon Douglas Rowley                     | 1972 | Vereinigtes Königreich   | Disocactus         |                                             |                       |
| × Aporocryptocereus Xhonneux             | G. Xhonneux                               | 2000 | Frankreich?              | × Disoselenicereus |                                             |                       |
| × Aporodisocactus C.Knebel               | Curt Knebel                               | 1949 | Deutschland              | Disocactus         |                                             |                       |
| × Aporoheliocereus C.Knebel              | Curt Knebel                               | 1949 | Deutschland              | Disocactus         |                                             |                       |
| × Aporoheliochia P.V.Heath               | Paul V. Heath                             | 1984 | Vereinigtes Königreich   | Disocactus         |                                             |                       |
| × Astroferocactus Liczn.                 | Piotr Licznerski                          | 2009 | Tschechien               |                    | = Astrophytum × Ferocactus                  |                       |
| × Borkersia P.V.Heath                    | Josef Jakob Halda                         | 2003 | Tschechoslowakei         | Cleistocactus      |                                             |                       |
| × Borzipostoa G.D.Rowley                 | Gordon Douglas Rowley                     | 1982 | Vereinigtes Königreich   | × Espostocactus    |                                             |                       |
| × Chamaebivia P.V.Heath                  | Josef Jakob Halda                         | 2003 | Tschechoslowakei         | Echinopsis         |                                             |                       |
| × Chamaecereopsis P.V.Heath              | Paul V. Heath                             | 1992 | Vereinigtes Königreich   | Echinopsis         |                                             |                       |
| × Chamaezicactus P.V.Heath               | Josef Jakob Halda                         | 2003 | Tschechoslowakei         | × Cleistopsis      |                                             |                       |
| × Chamygmaeocereus Mordhorst             | Andreas Mordhorst                         | 2007 | Deutschland              |                    | = Chamaecereus × Pygmaeocereus              |                       |
| × Cleistaageocereus Mordhorst            | Andreas Mordhorst                         | 2011 | Deutschland              |                    | = Haageocereus × Cleistocactus              |                       |
| × Cleistocana G.D.Rowley                 | Gordon Douglas Rowley                     | 1994 | Vereinigtes Königreich   |                    | = Cleistocactus × Matucana                  |                       |
| × Cleistochamaecereus P.V.Heath          | Paul V. Heath                             | 1992 | Vereinigtes Königreich   | × Cleistopsis      |                                             |                       |
| × Cleistoechinocana Liczn.               | Piotr Licznerski                          | 2009 | Tschechien               |                    | = Echinopsis × Cleistocactus × Matucana     |                       |
| × Cleistopsis Strigl                     | Franz Strigl                              | 1979 | Deutschland              |                    | = Cleistocactus × Echinopsis                |                       |
| × Cleistoreocereus Mottram ex G.D.Rowley | Gordon Douglas Rowley                     | 1994 | Vereinigtes Königreich   |                    | = Cleistocactus × Oreocereus                |                       |
| × Cylindropsis Arakawa & Y.Itô           | Yoshi Itô                                 | 1981 | Japan                    | Echinopsis         |                                             |                       |
| × Disberocereus E.Meier                  | Eckhard Meier                             | 1990 | Deutschland              |                    | = Aporocactus × Weberocereus                |                       |
| × Disheliocereus G.D.Rowley              | Gordon Douglas Rowley                     | 1982 | Vereinigtes Königreich   | Disocactus         |                                             |                       |
| × Disisocactus Disisocactus              | Alexander Borissowitsch Doweld            | 2002 | Russland                 | Disocactus         |                                             |                       |
| × Disisorhipsalis Disisocactus           | Alexander Borissowitsch Doweld            | 2002 | Russland                 | Disocactus         |                                             |                       |
| × Disochia G.D.Rowley                    | Gordon Douglas Rowley                     | 1982 | Vereinigtes Königreich   | Disocactus         |                                             |                       |
| × Disophyllum Innes                      | Clive Frederick Innes                     | 1968 | Vereinigtes Königreich   |                    | = Disocactus × Epiphyllum                   |                       |
| × Disoselenicereus E.Meier               | Eckhard Meier                             | 1990 | Deutschland              |                    | = Disocactus × Selenicereus                 |                       |
| × Echinaageocereus Mordhorst             | Andreas Mordhorst                         | 2011 | Deutschland              |                    | = Echinopsis × Haageocereus                 |                       |
| × Echinocoxia P.V.Heath                  | Paul V. Heath                             | 1992 | Vereinigtes Königreich   | Echinocereus       |                                             |                       |
| × Echinobivia G.D.Rowley                 | Gordon Douglas Rowley                     | 1966 | Vereinigtes Königreich   | Echinopsis         |                                             |                       |
| × Epinicereus H.Wegener                  | H. M. Wegener                             | 1935 | Vereinigte Staaten       |                    | = Epiphyllum × Selenicereus                 |                       |
| × Epixochia G.D.Rowley                   | Gordon Douglas Rowley                     | 1962 | Vereinigtes Königreich   | × Disophyllum      |                                             |                       |
| × Espocana P.V.Heath                     | Paul V. Heath                             | 1992 | Vereinigtes Königreich   |                    | = Espostoa × Matucana                       |                       |
| × Espostocactus Mottram                  | Roy Mottram                               | 1990 | Vereinigtes Königreich   |                    | = Espostoa × Cleistocactus                  |                       |
| × Ferenocactus Doweld                    | Alexander Borissowitsch Doweld            | 2005 | Russland                 |                    | = Stenocactus × Ferocactus                  |                       |
| × Ferobergia Glass                       | Charles Edward Glass                      | 1966 | Vereinigtes Königreich   |                    | = Ferocactus × Leuchtenbergia               |                       |
| × Graeserara Mordhorst                   | Andreas Mordhorst                         | 2011 | Deutschland              |                    | = Haageocereus × Cleistocactus × Echinopsis |                       |
| × Guillauminara P.V.Heath                | Paul V. Heath                             | 1992 | Vereinigtes Königreich   | × Harrisinopsis    |                                             |                       |
| × Haagespostoa G.D.Rowley                | Gordon Douglas Rowley                     | 1982 | Vereinigtes Königreich   |                    | = Haageocereus × Espostoa                   |                       |
| × Harrisinopsis G.D.Rowley               | Gordon Douglas Rowley                     | 1982 | Vereinigtes Königreich   |                    | = Harrisia × Echinopsis                     |                       |
| × Heliaporus G.D.Rowley                  | Gordon Douglas Rowley                     | 1951 | Vereinigtes Königreich   | Disocactus         |                                             |                       |
| × Heliochia G.D.Rowley                   | Gordon Douglas Rowley                     | 1962 | Vereinigtes Königreich   | Disocactus         |                                             |                       |
| × Helioselenius G.D.Rowley               | Gordon Douglas Rowley                     | 1951 | Vereinigtes Königreich   | × Disoselenicereus |                                             | nom. inval. Art. H6.2 |
| × Heliphyllum G.D.Rowley                 | Gordon Douglas Rowley                     | 1962 | Vereinigtes Königreich   | × Disophyllum      |                                             |                       |
| × Heptocereus P.V.Heath                  | Paul V. Heath                             | 1983 | Vereinigtes Königreich   | × Disoselenicereus |                                             |                       |
| × Hyloselenicereus E.Meier               | Eckhard Meier                             | 2001 | Deutschland              |                    | = Hylocereus × Selenicereus                 |                       |
| × Leuchtenfera Arakawa & Y.Itô           | Kesatoshi Arakawa & Yoshi Itô             | 1981 | Japan                    | × Ferobergia       |                                             | nom. inval. Art. H6.2 |
| × Lobiviopsis H.Johnson & Y.Itô          | Joseph Harry Johnson & Yoshi Itô          | 1981 | Vereinigte Staaten Japan | Echinopsis         |                                             | nom. inval. Art. H9   |
| × Maturoya P.V.Heath                     | Paul V. Heath                             | 1992 | Vereinigtes Königreich   |                    | = Matucana× Oroya                           |                       |
| × Myrtgerocactus Moran                   | Reid Venable Moran                        | 1962 | Vereinigte Staaten       |                    | = Myrtillocactus× Bergerocactus             |                       |
| × Neobinghamia Backeb.                   | Curt Backeberg                            | 1950 | Deutschland              | × Haagespostoa     |                                             |                       |
| × Oreobivia M.Lowry                      | Martin Lowry                              | 2000 | Vereinigtes Königreich   | × Oreonopsis       |                                             |                       |
| × Oreonopsis G.D.Rowley                  | Gordon Douglas Rowley                     | 1994 | Vereinigtes Königreich   |                    | = Oreocereus × Echinopsis                   |                       |
| × Oreotrichocereus P.V.Heath             | Paul V. Heath                             | 1992 | Vereinigtes Königreich   | × Oreonopsis       |                                             |                       |
| × Pachebergia S.Arias & Terrazas         | Salvador Arias Montes und Teresa Terrazas | 2008 | Mexiko                   |                    | = Matucana × Echinopsis × Cleistocactus     |                       |
| × Pacherocactus G.D.Rowley               | Gordon Douglas Rowley                     | 1982 | Vereinigtes Königreich   |                    | = Pachycereus × Bergerocactus               |                       |
| × Pachgerocereus Moran                   | Reid Venable Moran                        | 1962 | Vereinigte Staaten       | × Pacherocactus    |                                             | nom. inval. Art. H6.2 |
| × Parrybergia Doweld                     | Alexander Borissowitsch Doweld            | 2005 | Russland                 |                    | = Parrycactus × Leuchtenbergia              |                       |
| × Phyllenicereus Guill.                  | Jean Baptiste Antoine Guillemin           | 1937 | Vereinigtes Königreich   | × Epinicereus      |                                             | nom. illeg. Art. 52.1 |
| × Phylloselenicereus Knebel              | Gottfried Knebel                          | 1947 | Deutschland              | × Epinicereus      |                                             | nom. illeg. Art. 52.1 |
| × Prago-chamaecereus Frič                | Alberto Vojtěch Frič                      | 1935 | Tschechoslowakei         | Echinopsis         |                                             | nom. inval. Art. 36.1 |
| × Prago-aureilobivia Frič                | Alberto Vojtěch Frič                      | 1935 | Tschechoslowakei         | Echinopsis         |                                             | nom. inval. Art. 36.1 |
| × Prago-lobivia Frič                     | Alberto Vojtěch Frič                      | 1935 | Tschechoslowakei         | Echinopsis         |                                             | nom. inval. Art. 36.1 |
| × Schickara Mordhorst                    | Andreas Mordhorst                         | 2011 | Deutschland              |                    | = Matucana × Echinopsis × Cleistocactus     |                       |
| × Schlumbergeranthus Disisocactus        | Alexander Borissowitsch Doweld            | 2002 | Russland                 | Schlumbergera      |                                             |                       |
| × Sclerinocereus G.D.Rowley              | Gordon Douglas Rowley                     | 2006 | Vereinigtes Königreich   |                    | = Sclerocactus × Echinocereus               |                       |
| × Seleliocereus Guillaumin               | André Guillaumin                          | 1937 | Frankreich               | × Disoselenicereus |                                             |                       |
| × Seleniaporus G.D.Rowley                | Gordon Douglas Rowley                     | 1972 | Vereinigtes Königreich   | × Disoselenicereus |                                             | nom. inval. Art. H6.2 |
| × Seleniphyllum G.D.Rowley               | Gordon Douglas Rowley                     | 1952 | Vereinigtes Königreich   | × Epinicereus      |                                             |                       |
| × Seleniporocactus G.D.Rowley            | Gordon Douglas Rowley                     | 1982 | Vereinigtes Königreich   | × Disoselenicereus |                                             |                       |
| × Selenochia G.D.Rowley                  | Gordon Douglas Rowley                     | 1982 | Vereinigtes Königreich   | × Disoselenicereus |                                             |                       |
| × Stenobisnaga Doweld                    | Alexander Borissowitsch Doweld            | 2005 | Russland                 |                    | = Bisnaga × Stenocactus                     |                       |
| × Weberbostoa G.D.Rowley                 | Gordon Douglas Rowley                     | 1994 | Vereinigtes Königreich   |                    | = Weberbauerocereus × Espostoa              |                       |
| × Trichopsis Y.Itô                       | Yoshi Itô                                 | 1981 | Japan                    | Echinopsis         |                                             |                       |
| × Turbiniphora Halda & Malina            | Josef Jakob Halda und Miroslav Malina     | 2005 | Tschechien               |                    | = Lophophora × Turbinicarpus                |                       |